# Seabrook Beach (Nuevo Hampshire)
Seabrook Beach es un lugar designado por el censo ubicado en el condado de Rockingham en el estado estadounidense de Nuevo Hampshire. En el Censo de 2010 tenía una población de 992 habitantes y una densidad poblacional de 274,76 personas por km².

## Geografía
Seabrook Beach se encuentra ubicado en las coordenadas 42°52′49″N 70°49′30″O / 42.88028, -70.82500. Según la Oficina del Censo de los Estados Unidos, Seabrook Beach tiene una superficie total de 3.61 km², de la cual 2.49 km² corresponden a tierra firme y (31.06%) 1.12 km² es agua.

## Demografía
Según el censo de 2010, había 992 personas residiendo en Seabrook Beach. La densidad de población era de 274,76 hab./km². De los 992 habitantes, Seabrook Beach estaba compuesto por el 98.69% blancos, el 0.1% eran afroamericanos, el 0.2% eran amerindios, el 0.2% eran asiáticos, el 0% eran isleños del Pacífico, el 0% eran de otras razas y el 0.81% pertenecían a dos o más razas. Del total de la población el 0.71% eran hispanos o latinos de cualquier raza.